# Basileuterus
Basileuterus là một chi chim trong họ Parulidae.

## Hình ảnh

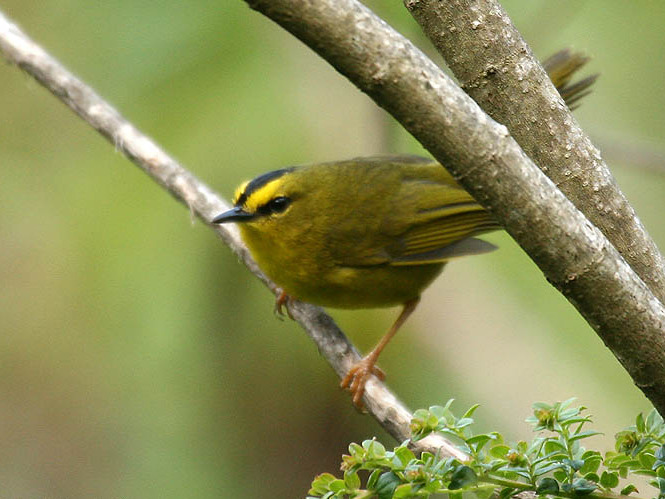
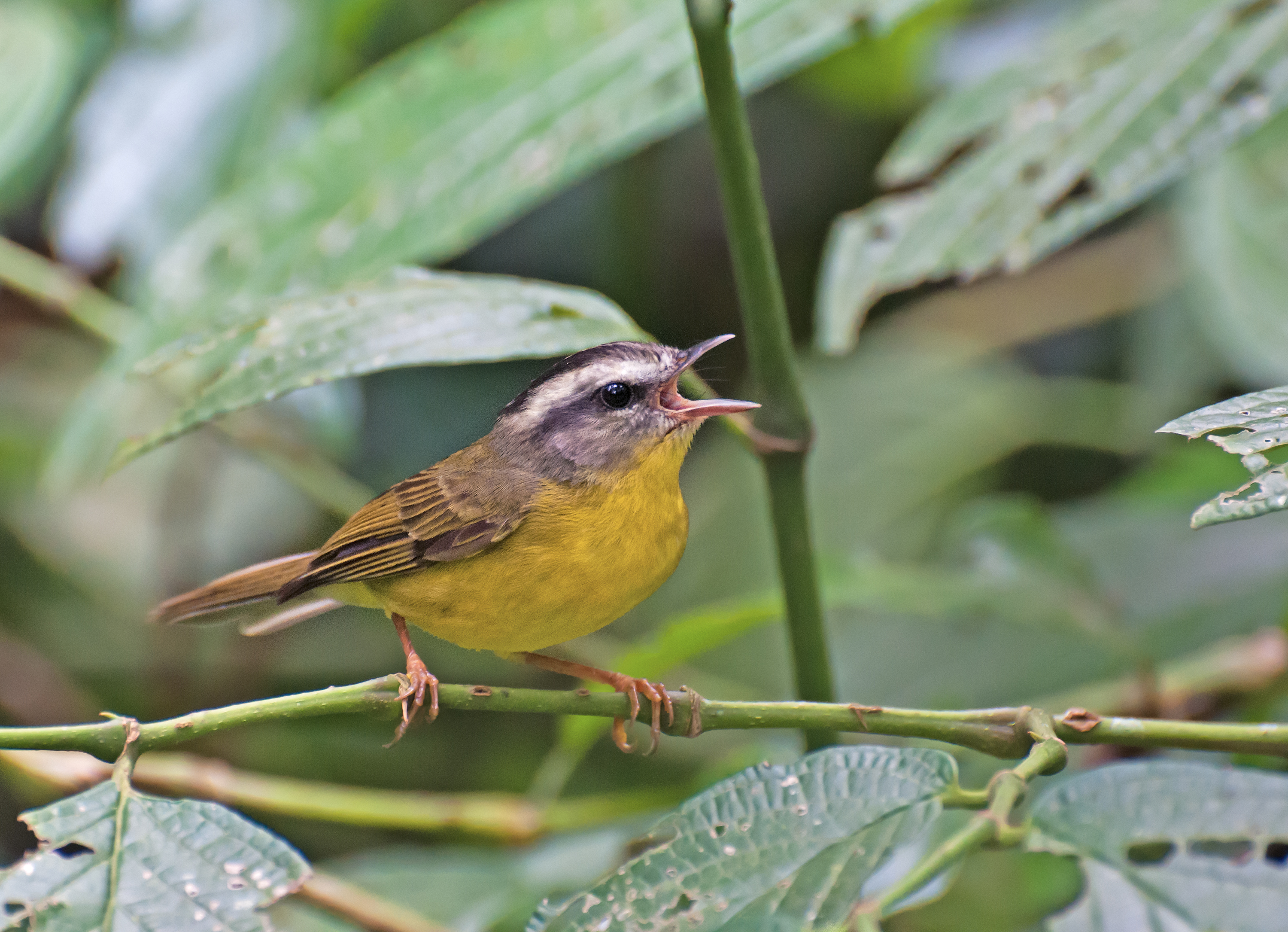
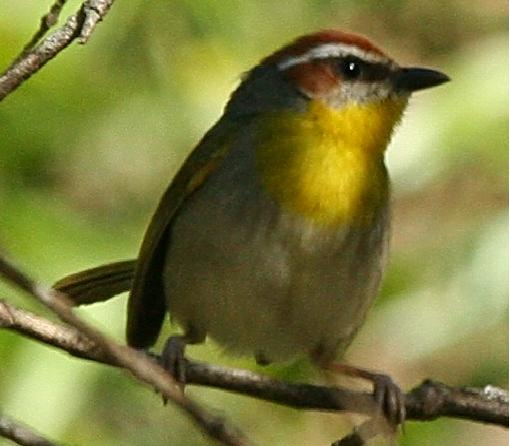
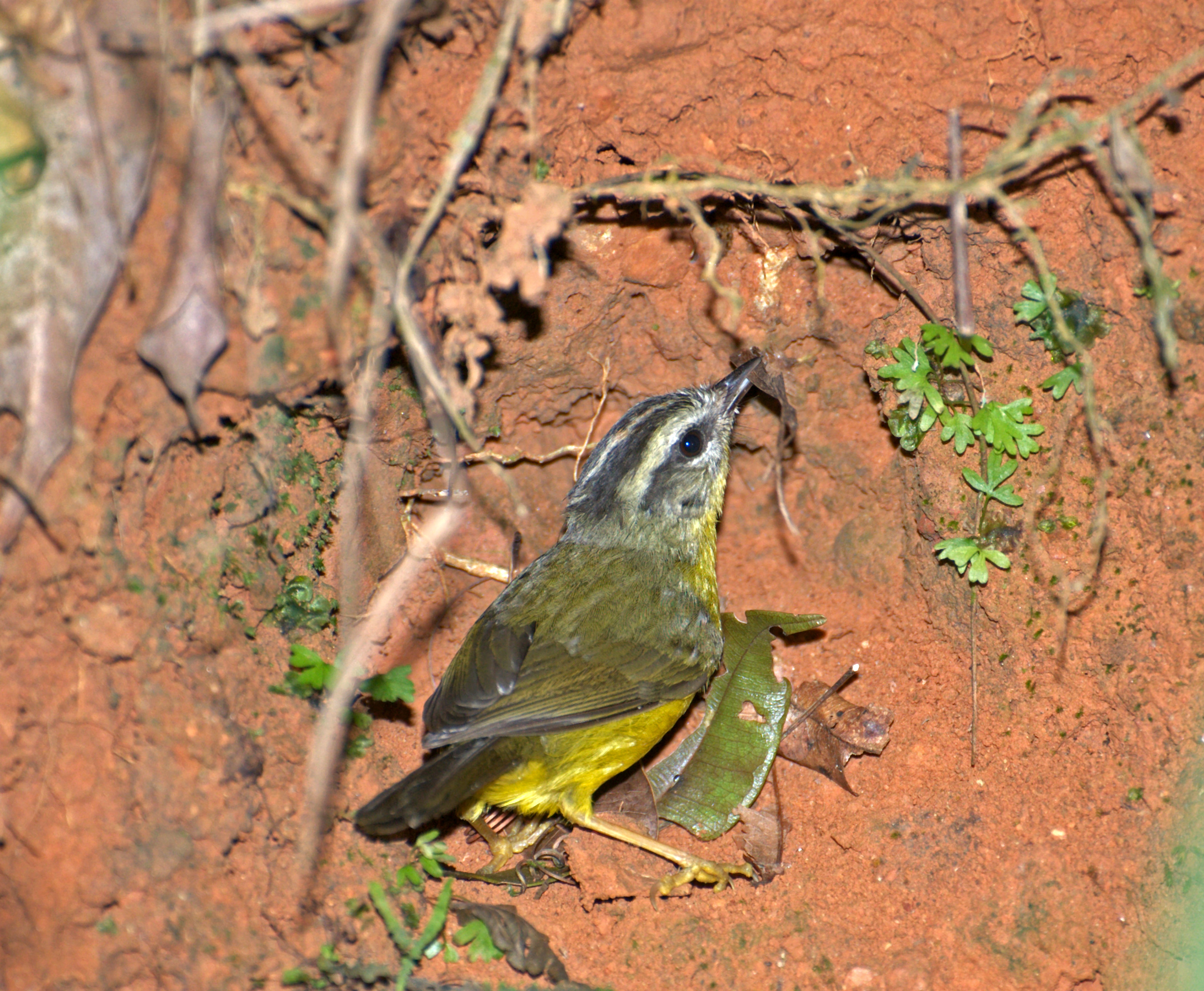